# Oyré

Oyré este o comună în departamentul Vienne, Franța. În 2009 avea o populație de 954 de locuitori.